# Základní práva v Německu
Základní práva jsou v Německu obsažena ve spolkové ústavě a v některých zemských ústavách. V ústavě jsou obsažena především ve stejnojmenné části I. (články 1 až 19). Jsou to subjektivní veřejná práva s povahou ústavního práva, jež zavazuje všechny složky státní moci. V případě, že jsou základní práva porušena a nedostane se jim právní ochrany před řádnými soudy, poskytuje jim ústava prostřednictvím ústavní stížnosti k Spolkovému ústavnímu soudu mimořádný opravný prostředek (Čl. 93, odst. 1, číslo 4a Ústavy).
Kromě základních práv je ústavní soud oprávněn i k ochraně práv obsažených v článcích 19, odst. 4, 33, 38, 101, 103 a 104. Tato práva jsou proto nazývána grundrechtsgleiche Rechte (se základními právy rovnocenná práva).

## Odlišení základních práv
Kromě toho ústava přiznává ještě další subjektivní veřejná práva, a to právo na samosprávu (čl. 28, odst. 2, věta 1) a právo na samosprávu církví (čl. 137, odst. 3 Výmarské ústavy a čl. 140). V obou těchto případech se však nejedná ani o základní práva (kvůli tomu, že nejsou zakotvena v části ústavy věnující se základním právům) ani o práva rovnocenná se základními právy (protože nejsou zmíněna v článku 93, odst. 1, číslo 4a).
Základními právy ani s nimi rovnocennými právy, dokonce ani subjektivními právy nejsou Staatszielbestimmungen (státní cíle). Jsou to objektivní hodnotová konstatování ústavy, jež poskytují měřítko k vykládání zákonů, nepřiznávají však občanům žádná subjektivní práva. Příkladem může být ochrana životního prostředí nebo ochrana zvířat (čl.20a). Vedle toho ústava vědomě rezignovala i na uvedení dalších práv, jež by byly jen těžko chráněny soudy, aby nebyl pojem základních práv příliš rozmělněn. Tato práva je možné najít v nejmladších zemských ústavách jako například v berlínské nebo braniborské. Jsou jimi právo na práci, právo na bydlení nebo právo na sport. Tato základní práva mají svůj význam v tom, že by měla být brána v potaz všemi vládami nezávisle na politických programech nebo koaličních dohodách.
Též ve většina zemských ústav jsou obsaženy katalogy základních práv, které se vždy nějakým způsobem odlišují od základních práv přiznaných ústavou, ovšem nikdy nemohou omezit platnost a rozsah ústavaou chráněných základních práv (Bundesrecht bricht Landesrecht (Spolkové právo ruší právo zemské), je stanoveno ve článku 31 ústavy). Tato zemskými ústavami garantovaná základní práva zůstávají nehledě k přednosti spolkového práva podle čl. 142 v platnosti do té míry, do níž jsou v souladu s články 1 až 18. Zemské ústavy, jež vznikly po spolkové ústavě, často ani katalog základních práv neobsahují.

## Adresát a oprávněný
Základní práva mají společné to, že primárně zavazují stát, a to nezávisle na tom, zda se jedná o exekutivu, legislativu nebo justici, stát na úrovni spolku nebo jednotlivé země. Roli nehraje ani to, zda stát působí přímo nebo zprostředkovaně, zda jde o samosprávu, zda vystupuje soukromoprávně, veřejnoprávně nebo prostřednictvím právnických osob soukromého práva. Veřejná moc je vždy vázána základními právy (čl.1, odst. 3).
Podle okruhu oprávnění se rozlišují Jedermannsgrundrechte (práva každého), jež přísluší každému člověku (chybně označována jako lidská práva, a Deutschengrundrechte (práva Němců) (Staatsbürgerrechte – práva státních občanů Deutschenrechte – německá práva), jež přísluší pouze Němcům. Důvodem tohoto omezení je především vztah k vládě lidu a suverenita lidu). Mezi práva, jež náleží Němcům, spadají shromažďovací právo (čl. 8), spolčovací právo(čl. 9), svoboda pobytu (čl. 11) a svoboda povolání (čl.12) stejně jako v širším smyslu volební právo a přístup k veřejným úřadům. Je třeba ovšem zdůraznit, že Němcem tu není pouze ten, kdo má německé státní občanství, nýbrž ten, o němž to stanoví čl. 116, tedy tzv. statusový Němec. Cizinci, kterým nenáleží práva náležící pouze Němcům, se mohou dovolávat do jisté míry ochrany obecné dispoziční svobody (čl. 2, odst. 1), která ovšem kvůli větší možnostem omezení dosahuje nižší intenzity. Ústava pak zná i právo na azyl, jež může založit právo pouze cizinci.
Je sporné, zda se mohou občané EU odvolávat na práva náležící pouze Němcům. Tomu, že ano, by nasvědčoval, zákaz diskriminace v čl. 18 Smlouvy o fungování Evropské unie. Zde je zakotveno rovné postavení všech občanů Evropské unie a požadavek na stejný stupeň ochrany uvnitř unie. Proti jeho použití ovšem stojí doslovné znění ústavy.
Podle obsahu mohou být základní práva rozlišena na svobody a práva na rovnost.

## Systematika základních práv a nauka o statusech
Základní práva mají v ústavním systému vícero funkcí, je z nich možno odvozovat různá subjektivní práva, zároveň jsou též objektivními hodnotovými konstatováními ústavy. Jako taková ovlivňují stát ve všech sférách jeho jednání a mohou být bezprostředně uplatňována občany (čl. 1, odst. 3). Představují zároveň výraznou hodnotu v systému ústavy. Různé funkce základních práv popisuje teorie základních práv.
Jako příklad lze uvést lidskou důstojnou s jejím duálním charakterem. Lidská důstojnost je na jednu stranu centrální a nejdůležitější hodnota ústavy, jež předchází všem ostatním a nemůže být zastíněna žádnou jinou ústavní hodnotou. Je tak nadřazena i právu na život nebo ochraně státu. I když na druhou stranu není základním právem v užším smyslu, lze z ní odvodit vždy platný a důležitý nárok na její zachování a ochranu státem.
Na základě teorie statusů mohou být základní práva rozdělena následujícím způsobem.
- Status negativus je právem na nezasahování státu a je tedy klasickou svobodou, jež stanoví hranice možného jednání státu.
- Status positivus je právem, jež zavazuje stát k určitému jednání.
- Status activus je právem na možnost zúčastnění se činností na správě státu.

## Systematika klasifikace základních práv
Základní práva mohou být klasifikována pomocí:
- druhu základních práv
- oprávněných ze základních práv
- okruhu možného uplatnění základních práv
- funkcí základních práv
- způsobu ochrany při porušení základních práv
- možnosti omezení základních práv